# Стеба, Андрей Дмитриевич
Андрей Дмитриевич Стеба (4 июля 1904, Кусеи, Городнянский район — 9 сентября 1970, Днепропетровск) — командир роты 795-го стрелкового полка 228-й стрелковой дивизии 53-й армии 2-го Украинского фронта, лейтенант. Герой Советского Союза.

## Биография

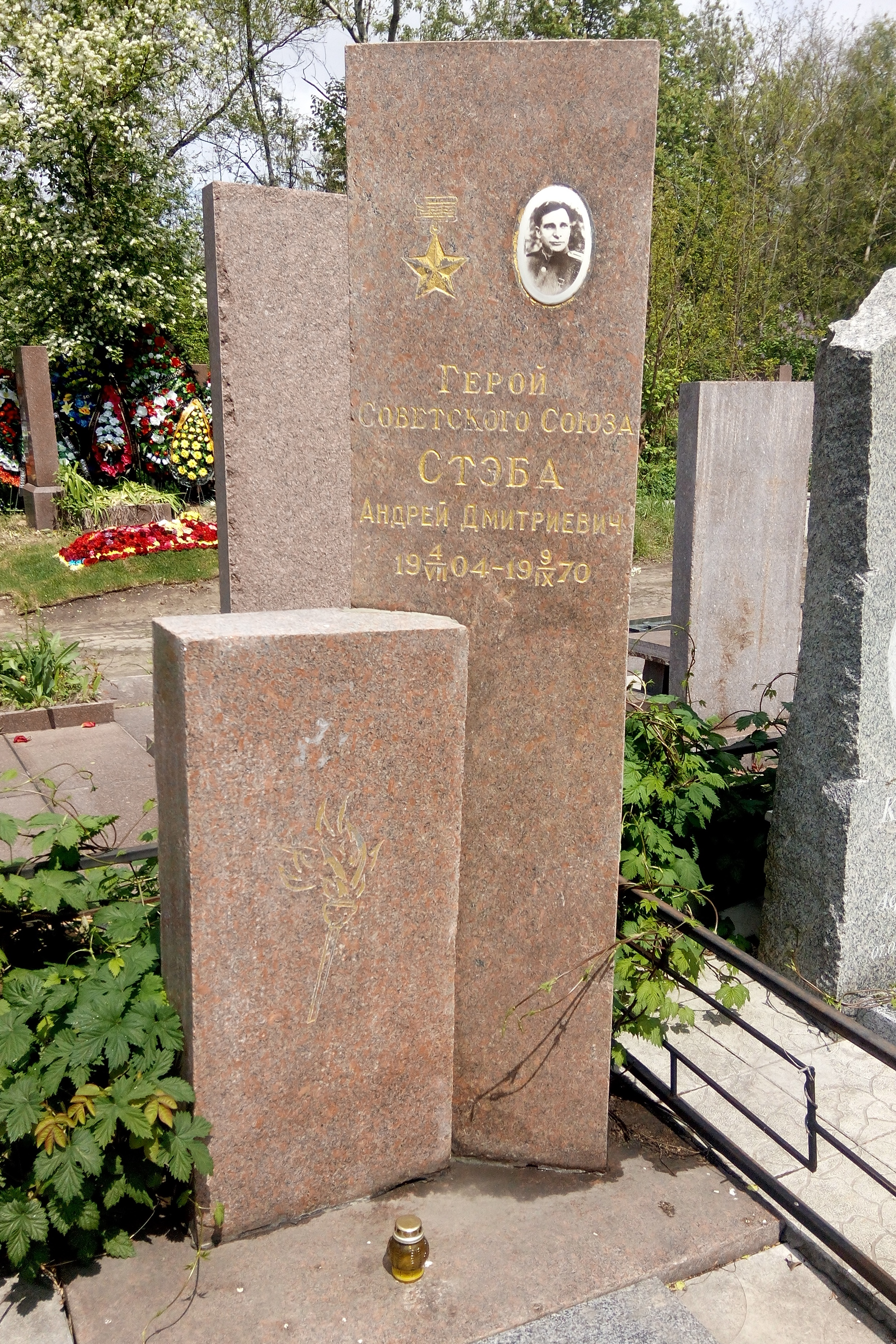
Могила А. Д. Стеба на Аллее Героев на Запорожском кладбище в Днепре

Родился 4 июля 1904 года в селе Кусеи ныне Городнянского района Черниговской области. Украинец. Окончил Днепропетровский металлургический институт, рабфак при Киевском лесотехническом институте. Работал в конторе «Главтабак» города Днепропетровск.
В 1926 году призван в ряды Красной Армии. В 1939 году демобилизовался. Вторично призван в 1941 году. В боях Великой Отечественной войны с июня 1941 года. Воевал на Западном, Юго-Западном, 2-м и 3-м Украинских фронтах.
9 октября 1944 года командир роты 795-го стрелкового полка лейтенант А. Д. Стеба в числе первых форсировал реку Тиса в Венгрии, захватил и удерживал рубеж, обеспечивая переправу других подразделений.
Указом Президиума Верховного Совета СССР от 24 марта 1945 года за мужество и героизм, проявленные при форсировании Тисы и удержании плацдарма на её западном берегу лейтенанту Андрею Дмитриевичу Стебе присвоено звание Героя Советского Союза с вручением ордена Ленина и медали «Золотая Звезда».
С 1945 года старший лейтенант А. Д. Стеба — в запасе. Жил в Днепропетровске. Работал в горисполкоме. Скончался 9 сентября 1970 года. Похоронен в Днепропетровске на Аллее Героев Запорожского кладбища.

## Награды
Награждён орденом Ленина, орденом Красной Звезды, медалями.